# Мікесаса
Мікесаса (рум. Micăsasa) — село у повіті Сібіу в Румунії. Адміністративний центр комуни Мікесаса.
Село розташоване на відстані 240 км на північний захід від Бухареста, 33 км на північ від Сібіу, 86 км на південний схід від Клуж-Напоки, 125 км на північний захід від Брашова.

## Населення
За даними перепису населення 2002 року у селі проживали 1532 особи.
Національний склад населення села:
| Національність | Кількість осіб | Відсоток |
| -------------- | -------------- | -------- |
| румуни         | 1400           | 91,4%    |
| угорці         | 95             | 6,2%     |
| цигани         | 35             | 2,3%     |

Рідною мовою назвали:
| Мова      | Кількість осіб | Відсоток |
| --------- | -------------- | -------- |
| румунська | 1422           | 92,8%    |
| угорська  | 75             | 4,9%     |
| циганська | 34             | 2,2%     |